# 7345 Happer
7345 Happer este un asteroid care intersectează orbita planetei Marte.

## Descriere
7345 Happer este un asteroid care intersectează orbita planetei Marte. Asteroidul prezintă o orbită caracterizată de o semiaxă mare de 2,45 ua, o excentricitate de 0,32 și o înclinație de 3,7° în raport cu ecliptica.